# 1. Fußball-Club Kaiserslautern 1968-1969
Questa voce raccoglie le informazioni riguardanti il 1. Fußball-Club Kaiserslautern nelle competizioni ufficiali della stagione 1968-1969.

## Stagione
Nella stagione 1968-1969 il Kaiserslautern, allenato da Egon Piechaczek e Dietrich Weise, concluse il campionato di Bundesliga al 15º posto. In Coppa di Germania il Kaiserslautern fu eliminato in semifinale dallo Schalke 04.

## Rosa
| N. |                     | Ruolo | Calciatore          |
| -- | ------------------- | ----- | ------------------- |
|    | Germania (bandiera) | P     | Wolfgang Schnarr    |
|    | Germania (bandiera) | P     | Josef Stabel        |
|    | Germania (bandiera) | D     | Ernst Diehl         |
|    | Germania (bandiera) | D     | Werner Glaß         |
|    | Germania (bandiera) | D     | Roland Kiefaber     |
|    | Germania (bandiera) | D     | Volker Klein        |
|    | Germania (bandiera) | D     | Uwe Klimaschefski   |
|    | Germania (bandiera) | D     | Herward Koppenhöfer |
|    | Germania (bandiera) | D     | Otto Rehhagel       |
|    | Germania (bandiera) | D     | Jürgen Rumor        |
|    | Germania (bandiera) | D     | Gerd Schneider      |

| N. |                     | Ruolo | Calciatore             |
| -- | ------------------- | ----- | ---------------------- |
|    | Germania (bandiera) | D     | Dietmar Schwager       |
|    | Germania (bandiera) | C     | Jürgen Friedrich       |
|    | Germania (bandiera) | C     | Otto Geisert           |
|    | Germania (bandiera) | C     | Hermann Soyez          |
|    | Germania (bandiera) | A     | Heinz-Dieter Hansing   |
|    | Germania (bandiera) | A     | Heinz-Dieter Hasebrink |
|    | Germania (bandiera) | A     | Gerhard Kentschke      |
|    | Serbia (bandiera)   | A     | Ivan Milic             |
|    | Germania (bandiera) | A     | Josef Pirrung          |
|    | Austria (bandiera)  | A     | Peter Schmidt          |
|    | Germania (bandiera) | A     | Bernd Windhausen       |

## Organigramma societario
Area tecnica
- Allenatore: Dietrich Weise
- Allenatore in seconda:
- Preparatore dei portieri:
- Preparatori atletici:

## Calciomercato

### Sessione estiva
| Acquisti | Acquisti         | Acquisti              | Acquisti |
| R.       | Nome             | da                    | Modalità |
| -------- | ---------------- | --------------------- | -------- |
| C        | Jürgen Friedrich | Eintracht Francoforte |          |
| D        | Jürgen Rumor     | Colonia               |          |
| A        | Peter Schmidt    | Wiener SC             |          |

| Cessioni | Cessioni          | Cessioni          | Cessioni |
| R.       | Nome              | a                 | Modalità |
| -------- | ----------------- | ----------------- | -------- |
| A        | Andrija Anković   | SW Bregenz        |          |
| A        | Werner Fuchs      | SV Alsenborn      |          |
| A        | Helmut Kapitulski | Pirmasens         |          |
| A        | Gerd Roggensack   | Arminia Bielefeld |          |

## Risultati

### Bundesliga

#### Girone di andata
| Arbitro: | Hennig |

|                                  |           |  |
| Ohlhauser 7’ Rehhagel 18’ (aut.) | Marcatori |  |

| Arbitro: | Binder |

|               |           |  |
| Kentschke 16’ | Marcatori |  |

| Arbitro: | Geng |

|                          |           |                                           |
| Lehmann 58’ Emmerich 64’ | Marcatori | 36’ Kentschke 67’ Windhausen 84’ Rehhagel |

| Arbitro: | Handwerker |

|                                                          |           |  |
| Friedrich 49’ Hasebrink 50’ Kentschke 75’ Windhausen 83’ | Marcatori |  |

| Arbitro: | Regely |

|             |           |  |
| Čebinac 24’ | Marcatori |  |

| Arbitro: | Malka |

|                              |           |             |
| Windhausen 23’ Kentschke 82’ | Marcatori | 90’ Schmitt |

| Arbitro: | Frickel |

|                                     |           |  |
| Netzer 1’ Wimmer 28’, 69’ Vogts 78’ | Marcatori |  |

| Kaiserslautern 28 settembre 1968, ore 15:30 CET 8ª giornata | Kaiserslautern | 0 – 0 referto | Hannover 96 | Betzenbergstadion (15 000 spett.)\| Arbitro: \| Schreiner \| |
| Arbitro:                                                    | Schreiner      |               |             |                                                              |

| Arbitro: | Betz |

|                                |           |          |
| Hasebrink 3’ Klimaschefski 83’ | Marcatori | 25’ Sell |

| Arbitro: | Voß |

|              |           |  |
| Gerstner 62’ | Marcatori |  |

| Arbitro: | Hilker |

|  |           |            |
|  | Marcatori | 88’ Seeler |

| Arbitro: | Seiler |

|            |           |  |
| Rausch 61’ | Marcatori |  |

| Arbitro: | Aldinger |

|               |           |  |
| Friedrich 13’ | Marcatori |  |

| Arbitro: | Herden |

|                          |           |                            |
| Bechtold 35’ (rig.), 49’ | Marcatori | 31’ Windhausen 60’ Geisert |

| Arbitro: | Wengenmayer |

|                                                   |           |  |
| Kentschke 43’ Hasebrink 55’ (rig.) Windhausen 57’ | Marcatori |  |

| Arbitro: | Binder |

|                                         |           |  |
| Polywka 37’ (rig.) Weiß 44’ Gerwien 57’ | Marcatori |  |

| Arbitro: | Niemeyer |

|                |           |                                        |
| Windhausen 31’ | Marcatori | 57’ Handschuh 65’ Weidmann 84’ Larsson |

#### Girone di ritorno
| Arbitro: | Horstmann |

|                                         |           |               |
| Hasebrink 19’, 82’ (rig.) Kentschke 38’ | Marcatori | 59’ Ohlhauser |

| Arbitro: | Voß |

|                      |           |             |
| Görts 46’ Lorenz 58’ | Marcatori | 51’ Geisert |

| Arbitro: | Heumann |

|               |           |                    |
| Kentschke 25’ | Marcatori | 42’ Paul 51’ Weist |

| Arbitro: | Schäfer |

|                         |           |               |
| Löhr 76’ Jendrossek 87’ | Marcatori | 49’ Hasebrink |

| Arbitro: | Redelfs |

|               |           |            |
| Hasebrink 37’ | Marcatori | 58’ Müller |

| Arbitro: | Eschweiler |

|                                  |           |               |
| Becker 15’, 88’ Schmitt 48’, 63’ | Marcatori | 87’ Friedrich |

| Arbitro: | Seiler |

|                              |           |  |
| Hasebrink 32’ Windhausen 51’ | Marcatori |  |

| Arbitro: | Weyland |

|  |           |                             |
|  | Marcatori | 18’ Hasebrink 84’ Kentschke |

| Arbitro: | Heckeroth |

|          |           |  |
| Sell 53’ | Marcatori |  |

| Arbitro: | Krumnack |

|                                           |           |            |
| Hasebrink 8’ Friedrich 40’ Windhausen 48’ | Marcatori | 18’ Rebele |

| Arbitro: | Frickel |

|                                 |           |               |
| Seeler 18’ (rig.), 75’ Fock 77’ | Marcatori | 33’ Kentschke |

| Arbitro: | Kreitlein |

|           |           |              |
| Rumor 11’ | Marcatori | 52’ Wittkamp |

| Arbitro: | Horstmann |

|                |           |  |
| Bredenfeld 29’ | Marcatori |  |

| Arbitro: | Schulenburg |

|                    |           |                    |
| Friedrich 77’, 85’ | Marcatori | 41’, 73’ Grabowski |

| Duisburg 24 maggio 1969, ore 15:30 CET 32ª giornata | Duisburg | 0 – 0 referto | Kaiserslautern | Wedaustadion (12 000 spett.)\| Arbitro: \| Picker \| |
| Arbitro:                                            | Picker   |               |                |                                                      |

| Arbitro: | Riegg |

|                                               |           |  |
| Hasebrink 5’ Friedrich 40’ Kentschke 50’, 52’ | Marcatori |  |

| Arbitro: | Fork |

|                                     |           |                                   |
| Haug 1’ Larsson 34’, 74’ Eisele 70’ | Marcatori | 38’, 73’ Windhausen 59’ Hasebrink |

### Coppa di Germania
| Arbitro: | Hennig |

|  |           |                |
|  | Marcatori | 82’ Windhausen |

| Arbitro: | Hennig |

|               |           |  |
| Hasebrink 29’ | Marcatori |  |

| Arbitro: | Malka |

|                                         |           |  |
| Geisert 18’ Friedrich 53’ Kentschke 69’ | Marcatori |  |

| Arbitro: | Wengenmayer |

|               |           |            |
| Kentschke 46’ | Marcatori | 65’ Neuser |

| Arbitro: | Tschenscher |

|                                    |           |                |
| van Haaren 2’, 68’ Pohlschmidt 82’ | Marcatori | 16’ Windhausen |

## Statistiche

### Statistiche di squadra
| Competizione      | Punti | In casa | In casa | In casa | In casa | In casa | In casa | In trasferta | In trasferta | In trasferta | In trasferta | In trasferta | In trasferta | Totale | Totale | Totale | Totale | Totale | Totale | DR |
| Competizione      | Punti | G       | V       | N       | P       | Gf      | Gs      | G            | V            | N            | P            | Gf           | Gs           | G      | V      | N      | P      | Gf     | Gs     | DR |
| ----------------- | ----- | ------- | ------- | ------- | ------- | ------- | ------- | ------------ | ------------ | ------------ | ------------ | ------------ | ------------ | ------ | ------ | ------ | ------ | ------ | ------ | -- |
| Bundesliga        | 30    | 17      | 10      | 4       | 3       | 31      | 14      | 17           | 2            | 2            | 13           | 14           | 33           | 34     | 12     | 6      | 16     | 45     | 47     | -2 |
| Coppa di Germania | -     | 3       | 2       | 1       | 0       | 5       | 1       | 2            | 1            | 0            | 1            | 2            | 3            | 5      | 3      | 1      | 1      | 7      | 4      | +3 |
| Totale            | 30    | 20      | 12      | 5       | 3       | 36      | 15      | 19           | 3            | 2            | 14           | 16           | 36           | 39     | 15     | 7      | 17     | 52     | 51     | +1 |

### Andamento in campionato
| Giornata  | 1  | 2  | 3 | 4 | 5 | 6 | 7 | 8 | 9 | 10 | 11 | 12 | 13 | 14 | 15 | 16 | 17 | 18 | 19 | 20 | 21 | 22 | 23 | 24 | 25 | 26 | 27 | 28 | 29 | 30 | 31 | 32 | 33 | 34 |
| --------- | -- | -- | - | - | - | - | - | - | - | -- | -- | -- | -- | -- | -- | -- | -- | -- | -- | -- | -- | -- | -- | -- | -- | -- | -- | -- | -- | -- | -- | -- | -- | -- |
| Luogo     | T  | C  | T | C | T | C | T | C | C | T  | C  | T  | C  | T  | C  | T  | C  | C  | T  | C  | T  | C  | T  | C  | T  | T  | C  | T  | C  | T  | C  | T  | C  | T  |
| Risultato | P  | V  | V | V | P | V | P | N | V | P  | P  | P  | V  | N  | V  | P  | P  | V  | P  | P  | P  | N  | P  | V  | V  | P  | V  | P  | N  | P  | N  | N  | V  | P  |
| Posizione | 16 | 11 | 7 | 4 | 5 | 5 | 5 | 7 | 5 | 5  | 8  | 12 | 7  | 8  | 7  | 7  | 11 | 10 | 11 | 12 | 13 | 12 | 16 | 13 | 10 | 13 | 10 | 12 | 12 | 15 | 16 | 15 | 14 | 15 |

Legenda:

Luogo: C = Casa; T = Trasferta. Risultato: V = Vittoria; N = Pareggio; P = Sconfitta.

### Statistiche dei giocatori
| Giocatore        | Bundesliga | Bundesliga | Bundesliga  | Bundesliga | Coppa di Germania | Coppa di Germania | Coppa di Germania | Coppa di Germania | Totale   | Totale | Totale      | Totale     |
| Giocatore        | Presenze   | Reti       | Ammonizioni | Espulsioni | Presenze          | Reti              | Ammonizioni       | Espulsioni        | Presenze | Reti   | Ammonizioni | Espulsioni |
| ---------------- | ---------- | ---------- | ----------- | ---------- | ----------------- | ----------------- | ----------------- | ----------------- | -------- | ------ | ----------- | ---------- |
| E. Diehl         | 33         | 0          | 0           | 0          | 5                 | 0                 | 0                 | 0                 | 38       | 0      | 0           | 0          |
| J. Friedrich     | 34         | 7          | 0           | 0          | 5                 | 1                 | 0                 | 0                 | 39       | 8      | 0           | 0          |
| O. Geisert       | 26         | 2          | 0           | 0          | 5                 | 1                 | 0                 | 0                 | 31       | 3      | 0           | 0          |
| W. Glaß          | 0          | 0          | 0           | 0          | 1                 | 0                 | 0                 | 0                 | 1        | 0      | 0           | 0          |
| H. Hansing       | 9          | 0          | 0           | 0          | 2                 | 0                 | 0                 | 0                 | 11       | 0      | 0           | 0          |
| H. Hasebrink     | 34         | 12         | 0           | 0          | 5                 | 1                 | 0                 | 0                 | 39       | 13     | 0           | 0          |
| G. Kentschke     | 34         | 11         | 0           | 0          | 5                 | 2                 | 0                 | 0                 | 39       | 13     | 0           | 0          |
| R. Kiefaber      | 3          | 0          | 0           | 0          | 2                 | 0                 | 0                 | 0                 | 5        | 0      | 0           | 0          |
| V. Klein         | 5          | 0          | 0           | 0          | 0                 | 0                 | 0                 | 0                 | 5        | 0      | 0           | 0          |
| U. Klimaschefski | 14         | 1          | 0           | 0          | 0                 | 0                 | 0                 | 0                 | 14       | 1      | 0           | 0          |
| H. Koppenhöfer   | 33         | 0          | 0           | 0          | 5                 | 0                 | 0                 | 0                 | 38       | 0      | 0           | 0          |
| I. Milic         | 0          | 0          | 0           | 0          | 0                 | 0                 | 0                 | 0                 | 0        | 0      | 0           | 0          |
| J. Pirrung       | 0          | 0          | 0           | 0          | 0                 | 0                 | 0                 | 0                 | 0        | 0      | 0           | 0          |
| O. Rehhagel      | 34         | 1          | 0           | 0          | 5                 | 0                 | 0                 | 0                 | 39       | 1      | 0           | 0          |
| J. Rumor         | 33         | 1          | 0           | 0          | 5                 | 0                 | 0                 | 0                 | 38       | 1      | 0           | 0          |
| P. Schmidt       | 8          | 0          | 0           | 0          | 0                 | 0                 | 0                 | 0                 | 8        | 0      | 0           | 0          |
| W. Schnarr       | 26         | 0          | 0           | 0          | 3                 | 0                 | 0                 | 0                 | 29       | 0      | 0           | 0          |
| G. Schneider     | 4          | 0          | 0           | 0          | 1                 | 0                 | 0                 | 0                 | 5        | 0      | 0           | 0          |
| D. Schwager      | 34         | 0          | 0           | 0          | 5                 | 0                 | 0                 | 0                 | 39       | 0      | 0           | 0          |
| H. Soyez         | 0          | 0          | 0           | 0          | 0                 | 0                 | 0                 | 0                 | 0        | 0      | 0           | 0          |
| J. Stabel        | 9          | 0          | 0           | 0          | 2                 | 0                 | 0                 | 0                 | 11       | 0      | 0           | 0          |
| B. Windhausen    | 32         | 10         | 0           | 0          | 5                 | 2                 | 0                 | 0                 | 37       | 12     | 0           | 0          |